# Andrée Borrel
Pour les articles homonymes, voir Borrel.
Andrée Borrel (18 novembre 1919 - 6 juillet 1944) fut une agent secret français, pendant la Seconde Guerre mondiale. D'août 1940 à fin 1941, elle utilisa sa maison de Canet-Plage comme maison sûre pour le réseau d'évasion Pat Line. Contrainte de fuir, elle passa quelques mois à Lisbonne, où elle travailla dans un bureau de la France libre. Parvenue en Angleterre, elle fut recrutée par le SOE, section F, puis entraînée et envoyée en mission en France, où elle fut la première femme à être parachutée par le SOE, en même temps que Lise de Baissac. Elle assura alors, auprès de Francis Suttill, la fonction de courrier du réseau Prosper-PHYSICIAN basé à Paris. Après neuf mois d'action clandestine, lors de l'effondrement du réseau fin juin 1943, elle fut arrêtée par les Allemands. Déportée au camp de Natzweiler-Struthof, elle y fut exécutée à l'âge de 24 ans.

## Biographie
Andrée Raymonde Borrel naît le 18 novembre 1919 à Paris 8e, quitte l'école à quatorze ans et travaille dans une boulangerie puis dans un bazar pour aider sa famille. Sa sœur aînée la présente comme un « garçon manqué ». En 1939, membre de la Fédération française féminine de cyclisme, elle se classe 5e de la course Pontoise-Meru-Pontoise. Elle s'engage peu après dans la guerre civile en Espagne et rentre à Paris au début de la Seconde Guerre mondiale.
Sa mère et elle déménagent à Toulon où elle devient membre de l'Association des Dames de France, soignant les soldats blessés dans un hôpital à Beaucaire. À l'armistice, elle rejoint le Réseau Pat O'Leary dirigé par le médecin belge Albert Guérisse. Elle s'occupe d'un des derniers refuge avant les Pyrénées, près de Perpignan mais fin 1941, une partie de la filière est trahie et elle doit elle-même fuir à Lisbonne puis en Grande-Bretagne en avril 1942.
Arrivée à Londres, elle propose ses services aux Français libres mais elle est refusée lorsqu'elle refuse de donner des informations sur la filière d'évasion Pat. Le 15 mai 1942, elle rejoint la première session féminine du Special Operations Executive avec Yvonne Rudellat, Marie-Thérèse Le Chêne et Blanche Charlet. Elles sont formées sous la couverture des First Aid Nursing Yeomanry (FANY).
Le 25 septembre 1942, elle est parachutée avec une autre agente, Lise de Baissac, près de Bois Renard (sur la commune de Saint-Laurent-Nouan dans le Loir-et-Cher) où elle est réceptionnée par Pierre Culioli et Yvonne Rudellat. Elle se dirige vers le nord de Paris pour organiser l'arrivée de Francis Suttill le 1er octobre dont elle devait devenir le courrier dans le réseau Prosper-PHYSICIAN. Avec le temps, elle prend une place importante dans le réseau, tenant les conversations pour Suttill dont le français n'est pas très bon. Sous leur commandement, le réseau devient le plus important de la Section F du SOE. Sans que le réseau ne le découvre, une liste avec des membres du réseau tombe aux mains de l'Abwehr qui se met en action en avril 1943. Le 24 juin, elle est arrêtée dans un appartement parisien avec Gilbert Norman, le radio du réseau, par la police allemande.
On raconte qu'elle resta muette aux interrogatoires, méprisant ses interrogateurs. Elle est envoyée au centre pénitentiaire de Fresnes où elle reste pendant un an avant d'être envoyée avec sept autres femmes agentes du SOE dans la prison civile pour femmes de Karlsruhe.

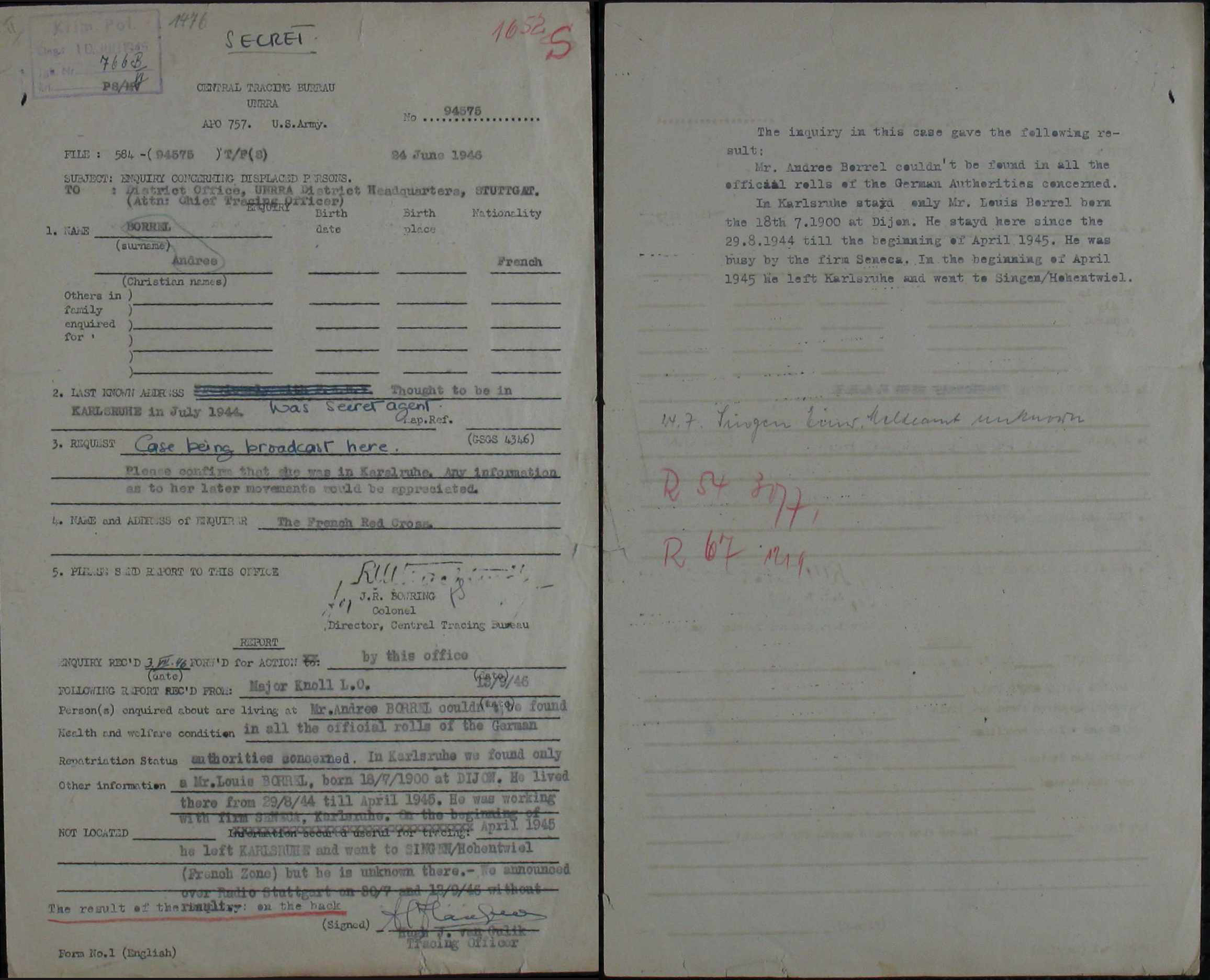
Rapport d'après-guerre sur les efforts pour localiser Andrée Borrel. Elle a été identifiée comme une agent secret de S.O.E., le rapport a donc été étiqueté « SECRET » (haut de page).

Le 6 juillet 1944, elle est sortie de sa cellule et envoyée au camp de concentration de Natzweiler-Struthof pour un « traitement spécial » avec trois autres agentes, Sonia Olschanezky, Vera Leigh et Diana Rowden. Le soir-même, elles sont emmenées une à une dans une baraque voisine où on leur injecte une dose mortelle de phénol avant de transporter leur corps dans les fours crématoires. Lors du procès de Natzweiler, un ancien prisonnier qui s'occupait du chargement des fours raconta qu'un des corps se débattit et cria lorsqu'on le mit dans le four,.

## Identités
- État civil : Andrée Raymonde Borrel
- Comme agent du SOE, section F :
  - Nom de guerre (field name) : « Denise »
  - Nom de code opérationnel : WHITEBEAM (en français ALISIER BLANC[13])
  - Faux papiers : Denise Urbain, née le 18 novembre 1919 à Lillers (Pas-de-Calais), célibataire[14].
  - Autre pseudo : Monique

Parcours militaire (Royaume-Uni) :
- First Aid Nursing Yeomanry (FANY)
- SOE, section F

## Famille
- Son père : Louis Jean Borrel (mort en 1930) ;
- Sa mère : Eugénie Marie Françoise, née Fayollas ;
- Une sœur : Léone Borrel, épouse de Robert Henri Arend (né le 4 octobre 1914)[15].

## Reconnaissance

### Distinctions
Elle est déclarée « Morte pour la France » et « Déporté résistante »,,.
- France :
  -  Chevalier de la Légion d'honneur, par décret du 2 avril 1959[18] ;
  -  Croix de guerre 1939–1945, palme de bronze, décernée à titre posthume en reconnaissance de son sacrifice héroïque pour la liberté de son pays[18] ;
  -  Médaille de la Résistance française avec rosette par décret du 31 mars 1947[19],[20].
- Royaume-Uni : King's commendation for brave conduct (KCBC)[4].

### Monuments
- Au Mémorial de la déportation du camp de concentration de Natzweiler-Struthof où elle a été exécutée :
  - Une plaque, placée à l'intérieur du crématorium, inaugurée en 1975 par le Premier ministre Jacques Chirac, y est dédiée à Andrée Borrel et aux trois autres femmes agents du SOE exécutées en même temps qu'elle, Diana Rowden, Vera Leigh et Sonia Olschanezky.
  - Le Centre Européen du Résistant Déporté y a été inauguré le 3 novembre 2006 par le Président Jacques Chirac, accompagné par le ministre de la Défense, Mme Michèle Alliot-Marie, et par le Ministre Délégué aux Anciens Combattants, M. Hamlaoui Mekachera. Après avoir déposé une couronne « à la Mémoire des Martyrs et Héros de la Déportation », ils sont descendus jusqu'au crématorium.
- Brookwood Memorial, Surrey, panneau 26, colonne 3.
- En tant que l'un des 104 agents de la Section F du SOE morts pour la France, Andrée Borrel est honorée au Mémorial de Valençay (Indre)[21].
- À la mairie du 9e arrondissement de Paris, 6 rue Drouot, le nom d’Andrée Borrel figure parmi ceux qui sont gravés sur une plaque de la cour d’entrée, à la mémoire des habitants combattants des guerres de 1914-18 et 1939-45 morts pour la France.

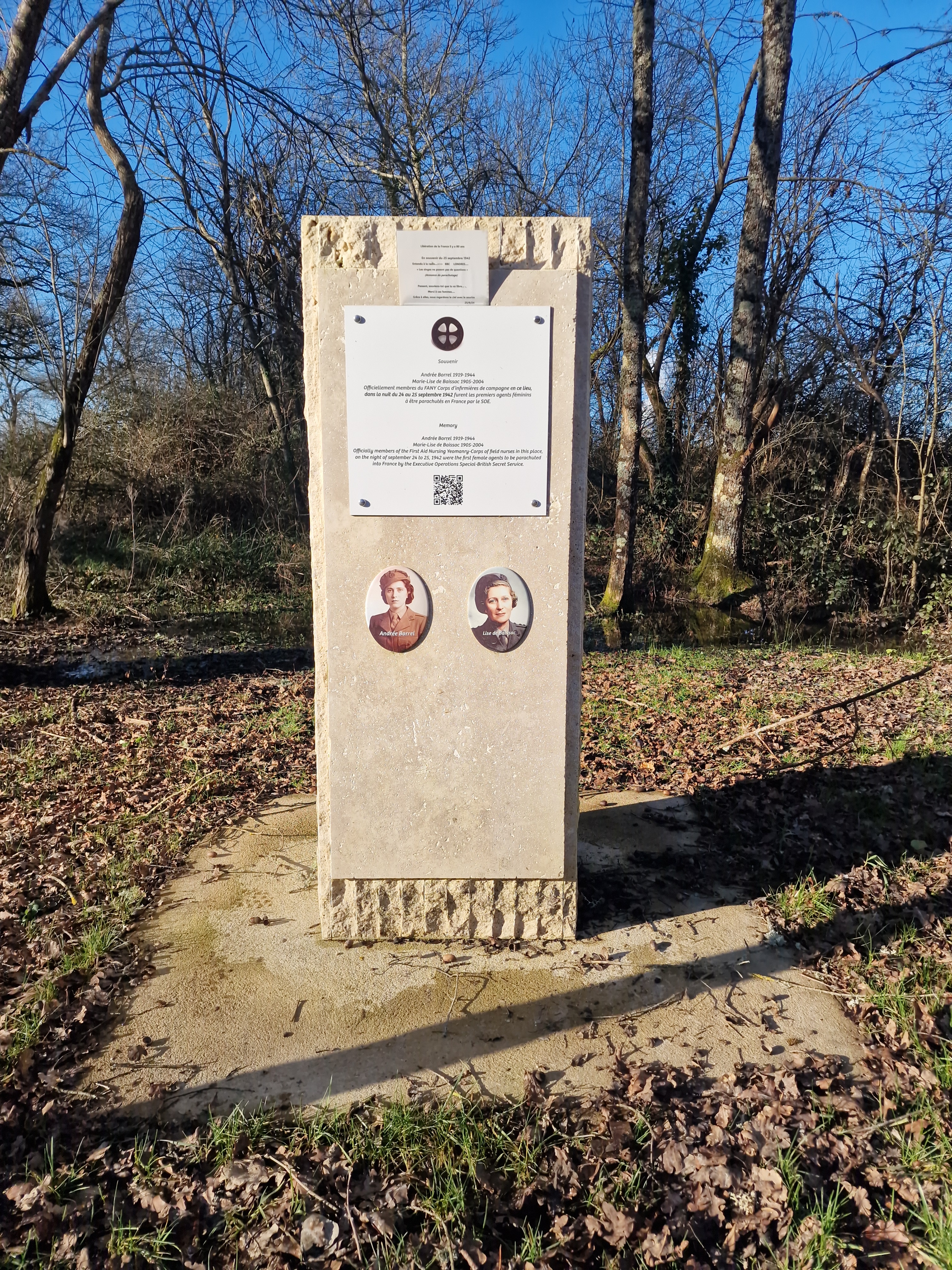
Vue d'ensemble du monument érigé à la mémoire d'Andrée Borrel et Marie-Lise de Baissac sur la commune de Saint-Laurent-Nouan au lieu-dit Bois-Renard, lieu de leur parachutage dans la nuit de 24 au 25 septembre 1942. Inauguré le 25 septembre 2022.

- Vue d'ensemble du monument érigé à la mémoire d'Andrée Borrel et Marie-Lise de Baissac sur la commune de Saint-Laurent-Nouan au lieu-dit Bois-Renard, lieu de leur parachutage dans la nuit de 24 au 25 septembre 1942. Inauguré le 25 septembre 2022. Monument érigé à la mémoire d'Andrée Borrel et Marie-Lise de Baissac sur la commune de Saint-Laurent-Nouan (Loir-et-Cher) au lieu-dit Bois-Renard, lieu de leur parachutage dans la nuit de 24 au 25 septembre 1942. Inauguré le 25 septembre 2022. Coordonnées GPS : 47.664599,1.600769.

## Navire
- Un des futurs patrouilleurs hauturiers de la Marine nationale, mise en service prévue entre 2031 et 2035, portera son nom[22].

### Œuvres d'art
- Brian Stonehouse, agent SOE et peintre, qui a vu Andrée Borrel et les trois autres femmes au camp de concentration de Struthof juste avant leur mort, a peint une aquarelle poignante des quatre femmes, accrochée au Club des Forces spéciales à Londres le 12 juillet 1958[23].